# Cratogeomys neglectus
La tuza de Amoles o tuza de Querétaro (Cratogeomys neglectus) es una especie de roedor de la familia de los geómidos. Solamente se ha registrado en el municipio de Pinal de Amoles, en el estado de Querétaro, México. Algunos investigadores (al igual que la Unión Internacional para la Conservación de la Naturaleza) la consideran parte de Cratogeomys fumosus.
Según las escasas muestras que se han tomado de individuos de esta especie, miden en promedio 31 cm de longitud total; la cola, 9.6 cm, y la pata trasera, 4.2 cm. El pelaje es negro con pardo, con el pecho y las patas traseras blanquecinos; hay algunas manchas auriculares negras y la cola presenta un pelaje ralo de color ocre (Hall, 1981, citado por Villa y Cervantes, 2003).
No se sabe sobre sus hábitos. Únicamente ha habido registros de su presencia en las inmediaciones de la cabecera municipal de Pinal de Amoles, Querétaro, en áreas montañosas frías a más de 2500 m s. n. m. (metros sobre el nivel del mar).